# كلوديا كامينز
كلوديا كامينز (بالإنجليزية: Claudia Cummins) هي لاعبة جمباز فني جنوب أفريقية، ولدت في 12 يونيو 1995.

## روابط خارجية
- كلوديا كامينز على موقع الاتحاد الدولي للجمباز (biography) (الإنجليزية)
- كلوديا كامينز على موقع أوليمبيديا (الإنجليزية)
- كلوديا كامينز على موقع اتحاد ألعاب الكومنولث (مؤرشف) (الإنجليزية)